# Chile nos Jogos Pan-Americanos de 1951
O Chile competiu nos Jogos Pan-Americanos de 1951 em Buenos Aires de 25 de fevereiro a 10 de março de 1951. Conquistou oito medalhas de ouro.

## Medalhistas
| Atleta | Esporte        | Evento                                     | Gênero    | Medalha |
| --- | -------------- | ------------------------------------------ | --------- | ------- |
| Hernán Figueroa | Atletismo      | Decatlo                                    | Masculino | Ouro    |
| Eliana Gaete | Atletismo      | 80 metros com barreiras                    | Feminino  | Ouro    |
| Beatriz Kretschmer | Atletismo      | Salto em distância                         | Feminino  | Ouro    |
| Ezequiel Ramírez | Ciclismo       | Perseguição australiana                    | Masculino | Ouro    |
| José Larráin Cuevas | Hipismo        | Adestramento individual                    | Masculino | Ouro    |
| Chile: Ernesto Silva Héctor Clavel José Larráin Cuevas | Hipismo        | Adestramento por equipes                   | Masculino | Ouro    |
| Alberto Larraguibel | Hipismo        | Saltos individual                          | Masculino | Ouro    |
| Chile: Alberto Larraguibel César Mendoza José Larráin Cuevas | Hipismo        | Saltos por equipes                         | Masculino | Ouro    |
| Guillermo Solá | Atletismo      | 1500 metros                                | Masculino | Prata   |
| Chile: Gustavo Ehlers Jaime Itlmann Jörn Gevert Reinaldo Muller | Atletismo      | 4x400 metros                               | Masculino | Prata   |
| Marion Huber | Atletismo      | 80 metros com barreiras                    | Feminino  | Prata   |
| Lisa Peters | Atletismo      | Salto em distância                         | Feminino  | Prata   |
| Lucy López | Atletismo      | Salto em altura                            | Feminino  | Prata   |
| Chile: Adriana Millard Betty Kretschmer Eliana Gaete Hildegard Kreft | Atletismo      | 4x400 metros                               | Feminino  | Prata   |
| Germán Pardo | Boxe           | Peso mosca                                 | Masculino | Prata   |
| Augusto Carcamo | Boxe           | Peso pena                                  | Masculino | Prata   |
| Fernando Araneda | Boxe           | Peso leve                                  | Masculino | Prata   |
| Víctor Bignon | Boxe           | Peso pesado                                | Masculino | Prata   |
| Hernán Messanes | Ciclismo       | 1000m contra o relógio                     | Masculino | Prata   |
| Chile: Alfonso Moreno Ermano Robino Gabriel Miqueles Jaime Acevedo | Ciclismo       | Perseguição por equipes                    | Masculino | Prata   |
| Héctor Rojas | Ciclismo       | Contra o relógio                           | Masculino | Prata   |
| Héctor Clavel | Hipismo        | Adestramento individual                    | Masculino | Prata   |
| Chile: Guillermo Squella Hernán Virgil Rolando Mosquera | Hipismo        | CCE por equipes (três dias)                | Masculino | Prata   |
| Chile | Remo           | Quatro com                                 | Masculino | Prata   |
| Chile | Remo           | Oito com                                   | Masculino | Prata   |
| Carlos Sanhueza Luis Ayala | Tênis          | Duplas                                     | Masculino | Prata   |
| Chile: Gustavo Rojas Juan Bizama Julio Arriagada Miguel Niño Vicente Herrera | Tiro esportivo | Carabina três posições 50 m por equipes    | Masculino | Prata   |
| Gustavo Rojas | Atletismo      | 5000 metros                                | Masculino | Bronze  |
| Arturo Melcher | Atletismo      | Arremesso de martelo                       | Masculino | Bronze  |
| Adriana Millard | Atletismo      | 200 metros                                 | Feminino  | Bronze  |
| Juan Rodríguez | Boxe           | Peso galo                                  | Masculino | Bronze  |
| Manuel Vargas | Boxe           | Peso médio                                 | Masculino | Bronze  |
| Mario Massanes | Ciclismo       | Velocidade                                 | Masculino | Bronze  |
| Chile: Roberto Apiolaza Pedro Araya Salvador Arenas F. Basuda C. Briones Isaac Carrasco A. Cerda Sergio Esquivel Jorge García O. Labbe Domingo Massaro Hugo Núñez Mario Pizarro Alberto Rojas Ernesto Saavedra P. Valenzuela J. Villablanca G. Weber | Futebol        | Equipe                                     | Masculino | Bronze  |
| Hernán Vigil | Hipismo        | CCE individual (três dias)                 | Masculino | Bronze  |
| Ricardo Echeverría | Hipismo        | Saltos individual                          | Masculino | Bronze  |
| Chile | Tiro esportivo | Carabina militar três posições por equipes | Masculino | Bronze  |
| Chile | Tiro esportivo | Carabina militar em pé por equipes         | Masculino | Bronze  |
| Adolfo Hurtado Kurt Angelbeck | Vela           | Classe Star                                | Masculino | Bronze  |

| Esporte        | Medalha de ouro | Medalha de prata | Medalha de bronze | Total |
| Atletismo      | 3               | 6                | 3                 | 12    |
| Boxe           | 0               | 4                | 2                 | 6     |
| Ciclismo       | 1               | 3                | 1                 | 5     |
| Futebol        | 0               | 0                | 1                 | 1     |
| Hipismo        | 4               | 2                | 2                 | 8     |
| Remo           | 0               | 2                | 0                 | 2     |
| Tênis          | 0               | 1                | 0                 | 1     |
| Tiro esportivo | 0               | 1                | 2                 | 3     |
| Vela           | 0               | 0                | 1                 | 1     |
| Total          | 8               | 19               | 12                | 39    |

## Basquetebol
| Equipe | Fase classificatória   | Fase final                                                                                              | Pos. |
| Equipe | Adversário e resultado | Adversário e resultado                                                                                  | Pos. |
| --- | ---------------------- | --- | ---- |
| Pedro Araya Juan Beovic Rufino Bernedo Eduardo Cordero Mariano Fernández Exequiel Figueroa Juan Gallo Eric Mahn Antonio Moreno Hernán Raffo Hernán Ramos Orlando Silva Tulio Valpreda | CUB Cuba V 46-36       | PAN Panamá V 61-51 BRA Brasil D 39-58 USA Estados Unidos D 50-69 ARG Argentina D 47-59 CUB Cuba D 53-60 | 5º   |

## Boxe
| Atleta                   | Evento                  | Preliminares           | Quartas-de-final       | Semifinais             | Final                  | Pos.              |
| Atleta                   | Evento                  | Adversário e resultado | Adversário e resultado | Adversário e resultado | Adversário e resultado | Pos.              |
| ------------------------ | ----------------------- | ---------------------- | ---------------------- | ---------------------- | ---------------------- | ----------------- |
| Germán Pardo             | Mosca − masculino       | n/a                    | TTO Alexander V        | PER Sandoval V         | ARG Barenghi D         | Medalha de prata  |
| Juan Rodríguez Gutiérrez | Galo − masculino        | n/a                    | CUB Peñalver V         | VEN Martucci D         | Não avançou            | Medalha de bronze |
| Augusto Cárcamo          | Pena − masculino        | n/a                    | VEN León V             | MEX Alvarado V         | ARG Núñez D            | Medalha de prata  |
| Fernando Araneda         | Leve − masculino        | n/a                    | PAN Rodríguez V        | BRA Koltun V           | ARG Gallardo D         | Medalha de prata  |
| Hugo Basaure             | Meio-médio − masculino  | MEX Dávalos D          | Não avançou            | Não avançou            | Não avançou            |                   |
| Manuel Vargas            | Médio − masculino       | n/a                    |                        | BRA Sacoman D          | Não avançou            | Medalha de bronze |
| Juan Mejías              | Meio-pesado − masculino | n/a                    |                        | ARG Ansaloni D         | Não avançou            | 4º                |
| Víctor Bignon            | Pesado − masculino      | n/a                    |                        | USA Lee V              | ARG Vertone D          | Medalha de prata  |

## Esgrima
Florete
| Atletas         |
| --------------- |
| Enrique Accorsi |
| Enrique Bravo   |
| Erto Pantoja    |
| Héctor Gacitúa  |
| Serafín Cuevas  |

Espada
| Atletas         |
| --------------- |
| Enrique Accorsi |
| Enrique Bravo   |
| Hernán Illanes  |
| Julio Moreno    |
| Oscar Coddou    |
| Serafín Cuevas  |

Sabre
| Atletas         |
| --------------- |
| Efraín Díaz     |
| Enrique Accorsi |
| Fernando Silva  |
| Juan Fernández  |
| Julio Moreno    |
| Serafín Cuevas  |

## Polo aquático
| 28 de fevereiro | Brasil | 6 – 2 | Chile |  |

| 2 de março | Estados Unidos | 6 – 2 | Chile |  |

| 4 de março | México | 5 – 3 | Chile |  |

| 5 de março | Argentina | 10 – 0 | Chile |  |